# الکساندرو سل بان، نیمت
الکساندرو سل بان، نیمت (به لاتین: Alexandru cel Bun, Neamț) یک منطقهٔ مسکونی در رومانی است که در شهرستان نامس واقع شده‌است.